# 韦瑟尔布勒讷代希豪森
韦瑟尔布勒讷代希豪森（意为“韦瑟尔布伦的堤坝家园”）是德国石勒苏益格－荷尔斯泰因州的一个市镇。总面积5.07平方公里，总人口134人，其中男性66人，女性68人（2011年12月31日），人口密度26人/平方公里。